# Blaki
Francisco Javier Martín, conocido como Blaki (San Sebastián, 1934), es un actor español.

## Biografía
Conocido como el Marty Feldman español, por su parecido físico con el actor británico, siendo aun muy joven se trasladó a París, donde comenzó a trabajar en espectáculos cómicos dentro del género del music-hall. En 1960 regresó a España y fue contactado por el locutor de radio Bobby Deglané, al que acompañó en sus programas, primero en La Voz de Madrid y más tarde en Radio España.
En esa época volvió a los espectáculos de variedades en conocidas salas de Madrid como Pasapoga o Casablanca. Finalmente encauzó su carrera hacia la interpretación, primero en teatro y televisión y, finalmente, en cine.
Participó en decenas de películas, especialmente comedias, como Buenos días, condesita (1967), de Luis César Amadori, Las 4 bodas de Marisol (1967), Grandes amigos (1967) ambas de Luis Lucia, El astronauta (1970), de Javier Aguirre, Viaje al centro de la Tierra (1976), de Juan Piquer Simón, Eva, limpia como los chorros del oro (1977), de José Truchado, La guerra de los niños (1980), de Javier Aguirre, ...Y al tercer año, resucitó (1980), de Rafael Gil o El liguero mágico (1980), de Mariano Ozores, Aquí, el que no corre... vuela (1992), de Ramón Fernández o Muerte en Granada (1997), de Marcos Zurinaga.
En televisión ha intervenido en espacios como Crónicas de un pueblo (1971), de Antonio Mercero, en el papel de Secretario del Ayuntamiento, Estudio 1, Los pajaritos (1974), de Antonio Mercero, Un, dos, tres... responda otra vez (1977–1978), interpretando a Don Justo Rajatabla, uno de los populares tacañones, Sumarísimo (1978-1979), de Valerio Lazarov o Antología de la Zarzuela (1979), de Fernando García de la Vega, así como un pequeño papel en La cabina (1972), de Antonio Mercero.